# Aporum auyongii
Aporum auyongii é uma espécie de orquídea epífita de hábito pendente e flores pequenas, que habita Sarawak, em Borneu.